# Marc Dupré
Marc Dupré (Terrebonne, 28 luglio 1973) è un cantante canadese.

## Biografia
Originario di Terrebonne, Dupré ha pubblicato il suo primo album in studio Refaire le monde nel 2015, che include una collaborazione con Céline Dion. Per quest'ultima ha aperto la tappa quebecchese del Taking Chances Tour, per poi pubblicare Sans toi, classificatosi nella Canadian Hot 100 e contenuto nel secondo disco Revenir à toi.
Il suo posizionamento più alto nella hit parade canadese è arrivato nel 2013 per mezzo di Nous sommes les mêmes, dopo aver raggiunto la 47ª posizione. Tra il 2013 e il 2017 è stato coach a La Voix, mentre la Music Canada ha certificato tre dei suoi album oro.

## Discografia

### Album in studio
- 2005 – Refaire le monde
- 2007 – Revenir à toi
- 2010 – Entre deux mondes
- 2013 – Nous sommes les mêmes
- 2014 – Là dans ma tête
- 2017 – La vie qu'il nous reste
- 2019 – Rien ne se perd
- 2021 – Où sera le monde

### Singoli
- 2017 – Rester forts
- 2017 – La tempête
- 2019 – Rien ne se perd
- 2019 – Tiens ma main jusqu'à la mort
- 2019 – Mon seul amour
- 2019 – Sur le fil de ta peau
- 2019 – Vient le jour
- 2019 – Comme des immortales
- 2020 – Noël ensemble (con Stella Dupré)
- 2021 – Où sera le monde
- 2021 – Tout ça pour rien
- 2022 – D'où je viens
- 2022 – La famille
- 2024 – Danser la nuit
- 2025 – J'veux pas dormir